# آبهیمانیو (فیلم ۱۹۹۱)
آبهیمانیو (به هندی: Abhimanyu) فیلمی محصول سال ۱۹۹۱ و به کارگردانی پریادارشان است. در این فیلم بازیگرانی همچون موهن لال، شانکار، گیتا، کی.بی. گانش کومار، کوچین هانیفا، جاگادیش و سوکوماری ایفای نقش کرده‌اند.